# ノースフィールド (ミネソタ州)
| カールトン大学 |  | セントオラフ大学 |

ノースフィールド（Northfield）は、アメリカ合衆国ミネソタ州南東部に位置する都市。ミネアポリス・セントポールから南へ約60kmに位置する。市域の大部分はライス郡内にあり、市北端のごく一部がダコタ郡にかかっている。人口は20,007人（2010年国勢調査）。ライス郡1郡のみから成るフェアリボー・ノースフィールド小都市圏は64,142人（2010年国勢調査）の人口を抱えている。より広域的には、フェアリボー・ノースフィールド小都市圏は360万人以上の人口を抱えるミネアポリス・セントポールの広域都市圏に含まれている。
ノースフィールドは北緯44度27分30秒 西経93度9分40秒 / 北緯44.45833度 西経93.16111度に位置し、市域面積は22.17km²である。市の中心部にはキャノン川が流れており、市街地はその両岸に広がっている。市の標高は278mである。気候は涼しい夏と寒さの厳しい冬に特徴付けられる大陸性気候で、ケッペンの気候区分では亜寒帯湿潤気候に属する。
ノースフィールドに最も近い商業空港は、デルタ航空（旧ノースウエスト航空）のハブ空港の1つであるミネアポリス・セントポール国際空港（IATA: MSP）で、ノースフィールドからは北へ約64km、車で約45分である。州間高速道路I-35はノースフィールド市域内を通っておらず、最も近い出入口までは市の中心部から西へ約10kmである。
ノースフィールドは1855年に、ジョン・W・ノースによって創設された。初期は小麦やトウモロコシの栽培、および酪農を中心とした農業の中心地として発展したが、1866年にカールトン大学が、そして1874年にセントオラフ大学が創立すると、ノースフィールドはこれら2校を中心とした大学都市として成長していった。こうした初期の歴史から、ノースフィールドにはCows, Colleges, and Contentment（乳牛、大学、および満足）という標語が生まれた。今日では、カールトン大学は全米のリベラル・アーツ・カレッジの中で常に上位10位以内に入る評価を、またセントオラフ大学は全米のリベラル・アーツ・カレッジの中で上位50位前後に入る評価をそれぞれ受けている。カールトン大学のキャンパスは市中心部の北に、セントオラフ大学のキャンパスは市西端にそれぞれ広がっている。
1876年9月7日、ジェシー・ジェイムズ率いるジェイムズ＝ヤンガー・ギャング団がノースフィールドのファースト・ナショナル銀行に強盗に入った。しかし、ノースフィールドの住民は武装して抗戦し、行員および住民側に死者を出したものの、銀行強盗を失敗に終わらせ、ジェイムズとその一味をノースフィールドから追い払うことに成功した。その後、一味のほとんどは州南西部のマデリアでの銃撃戦の後に捕らえられた。銀行の建物はその後、所有者の店舗、喫茶店、理髪店へと転用された後、1975年にノースフィールド歴史協会が買い取り、博物館になっている。また、ジェイムズ一味への「勝利」を記念して、ノースフィールドでは毎年9月、レイバー・デー直後の週末に、The Defeat of Jesse James Days（対ジェシー・ジェイムズ勝利記念日）というイベントが行われる。
以下にノースフィールド市における1880年から2010年までの人口推移をグラフおよび表で示す。
| 統計年 | 人口     |
| ------ | -------- |
| 1880年 | 2,296人  |
| 1890年 | 2,659人  |
| 1900年 | 3,210人  |
| 1910年 | 3,265人  |
| 1920年 | 4,023人  |
| 1930年 | 4,153人  |
| 1940年 | 4,533人  |
| 1950年 | 7,487人  |
| 1960年 | 8,707人  |
| 1970年 | 10,235人 |
| 1980年 | 12,562人 |
| 1990年 | 14,684人 |
| 2000年 | 17,147人 |
| 2010年 | 20,007人 |

## 註
1. 1 2 3  American FactFinder. U.S. Census Bureau. 2011年2月4日.
2. ↑  OMB BULLETIN NO. 10-02: Update of Statistical Area Definitions and Guidance on Their Uses Archived 2012年3月16日, at the Wayback Machine.. Office of Management and Budget. 2009年12月1日. （PDFファイル）
3. ↑  US Gazetteer files 2010. United States Census Bureau.
4. ↑  Driving Directions: from Northfield, MN to Minneapolis St Paul International Airport. Yahoo!Map.
5. ↑  Fedo, Michael. Pocket Guide to Minnesota Place Names. p.109. Minnesota Historical Society Press. 2002年. ISBN 0-87351-424-6.
6. ↑  Smith, Robert Barr. The Last Hurrah of the James-Younger Gang. p.65. University of Oklahoma Press. 2001年. ISBN 9780806133539.
7. ↑  Best Colleges 2013: National Liberal Arts College Rankings. p.1. U.S. News & World Report. 2012年.
2013年版（2012年発行）では8位であった。
8. ↑  Best Colleges 2013: National Liberal Arts College Rankings. p.6. U.S. News & World Report. 2012年.
2013年版（2012年発行）では55位であった。
9. ↑  Historical Account. Defeat of Jesse James Committee.
10. ↑  Bank Site. Northfield Historical Society.
11. ↑  U.S. Decennial Census U.S. Census Bureau.